# Eodrepanus liuchungloi
Eodrepanus liuchungloi là một loài bọ cánh cứng trong họ Bọ hung (Scarabaeidae).